# Ochetomyrmex
Ochetomyrmex é um gênero de insetos, pertencente a família Formicidae.

## Espécies
- Ochetomyrmex neopolitus Fernández, 2003
- Ochetomyrmex semipolitus Mayr, 1878